# Nathan Mayer Rothschild, 1r baró Rothschild
 Nathan Mayer Rothschild  (8 de novembre de 1840 - 31 de març de 1915) fou un banquer i polític britànic de la família Rothschild. El 1885 esdevingué el primer par jueu de la història del Regne Unit. Arran del Pànic de 1893 s'associà amb Jr. Belmont i J. P. Morgan per proveir el govern americà de l'or necessari perquè es pogués mantenir el patró or. Rothschild participà en el negoci dels diamants amb Cecil Rhodes. Els dos arribaren a controlar el 98% de la producció de diamants sud-africana a través de l'empresa De Beers Mining Company.